# István Gulyás
Cet article concerne tennisman. Pour handballeur, voir István Gulyás (handball). Pour les autres significations, voir Gulyás.
Dans le nom hongrois Gulyás István, le nom de famille précède le prénom, mais cet article utilise l’ordre habituel en français István Gulyás, où le prénom précède le nom.
István Gulyás, né le 14 octobre 1931 à Pécs en Hongrie et décédé le 31 juillet 2000 à Budapest, est un ancien joueur de tennis hongrois.
Il est connu pour avoir atteint la finale des Internationaux de France de tennis en 1966 qu'il perd contre Tony Roche. À la suite d'une blessure à la cheville de ce dernier la veille de la finale, Gulyas a voulu que le match soit décalé d'un jour. Depuis cet évènement, il est surnommé Monsieur fair-play.
Fin 1966, il est classé 8e meilleur joueur amateur par le journaliste Lance Tingay. En 1973, date de la création du classement ATP, il apparaît à la 128e place (au 13 septembre).
Membre de l'équipe de Hongrie de Coupe Davis entre 1958 et 1971, il compte 34 victoires pour 27 défaites. Il a reçu à titre posthume des mains de son fils un Davis Cup Commitment Award pour son engagement dans la compétition en 2015.

## Palmarès (partiel)

### Titres en simple messieurs
| No | Date       | Nom et lieu du tournoi                | Catégorie  | Surface      | Finaliste       | Score              |  |
| -- | ---------- | ------------------------------------- | ---------- | ------------ | --------------- | ------------------ |  |
| 1  | 1965       | Tournoi de tennis de Monte-Carlo      |            | NC           | Jiří Javorský   | 6-3, 7-9, 8-6, 6-4 |  |
| 2  | 1966       | Bavarian Tennis Championships, Munich |            | Terre (ext.) | Wilhelm Bungert | 6-4, 4-6, 8-6, 9-7 |  |
| 3  | 08-07-1968 | Düsseldorf Grand Prix, Düsseldorf     | Grand Prix | Terre (ext.) | Wilhelm Bungert | 6-1, 6-3, 3-6, 7-5 |  |

### Finales en simple messieurs
| No | Date       | Nom et lieu du tournoi                       | Catégorie | Surface      | Vainqueur   | Score                     |          |
| -- | ---------- | -------------------------------------------- | --------- | ------------ | ----------- | ------------------------- | -------- |
| 1  | 1966       | German International Championships, Hambourg |           | NC           | Fred Stolle | 2-6, 7-5, 6-1, 6-2        |          |
| 2  | 23-05-1966 | Internationaux de France, Paris              | G. Chelem | Terre (ext.) | Tony Roche  | 6-1, 6-4, 7-5             | Parcours |
| 3  | 22-07-1968 | Tournoi de tennis des Pays-Bas, Hilversum    |           | Terre (ext.) | Robert Maud | 7-9, 7-5, 6-0, 1-6, 13-11 |          |

### Titre en double mixte
| No | Date       | Nom et lieu du tournoi                          | Catégorie | Surface      | Partenaire  | Finalistes              | Score    |          |
| -- | ---------- | ----------------------------------------------- | --------- | ------------ | ----------- | ----------------------- | -------- | -------- |
| 1  | 26-08-1968 | International Austrian Championships Pörtschach |           | Terre (ext.) | Winnie Shaw | Nell Truman Robert Howe | 9-7, 7-5 | Parcours |

## Parcours dans les tournois duGrand Chelem

### En simple
| Année | Open d'Australie | Open d'Australie | Internationaux de France | Internationaux de France | Wimbledon       | Wimbledon     | US Open       | US Open |
| ----- | ---------------- | ---------------- | ------------------------ | ------------------------ | --------------- | ------------- | ------------- | ------- |
| 1955  | —                | —                | 1er tour (1/64)          | W. Skonecki              | 2e tour (1/32)  | L. Ayala      | —             | —       |
| 1956  | —                | —                | 2e tour (1/32)           | L. Hoad                  | —               | —             | —             | —       |
| 1957  | —                | —                | 2e tour (1/32)           | J. Ulrich                | —               | —             | —             | —       |
| 1958  | —                | —                | 1/8 de finale            | N. Fraser                | 1er tour (1/64) | E. Bulmer     | —             | —       |
| 1959  | —                | —                | 2e tour (1/32)           | N. Fraser                | 1er tour (1/64) | B. Jovanović  | —             | —       |
| 1960  | —                | —                | 3e tour (1/16)           | N. Fraser                | 3e tour (1/16)  | J. Frost      | —             | —       |
| 1961  | —                | —                | 2e tour (1/32)           | M. Santana               | 2e tour (1/32)  | B. Bond       | —             | —       |
| 1962  | —                | —                | 3e tour (1/16)           | W. Bungert               | 1er tour (1/64) | J.L. Arilla   | —             | —       |
| 1963  | —                | —                | 3e tour (1/16)           | O. Davidson              | 2e tour (1/32)  | T. Leius      | 1/8 de finale | T. Koch |
| 1964  | —                | —                | 3e tour (1/16)           | F. Stolle                | 2e tour (1/32)  | I. Pimentel   | —             | —       |
| 1965  | —                | —                | 2e tour (1/32)           | A. Arilla                | 1er tour (1/64) | R. Osuna      | —             | —       |
| 1966  | —                | —                | Finale                   | T. Roche                 | 1er tour (1/64) | D. Contet     | —             | —       |
| 1967  | —                | —                | 1/2 finale               | R. Emerson               | 2e tour (1/32)  | T. Koch       | —             | —       |
| 1968  | —                | —                | 1/8 de finale            | P. Gonzales              | 1er tour (1/64) | A. Gimeno     | —             | —       |
| 1969  | —                | —                | 1/8 de finale            | K. Rosewall              | 1er tour (1/64) | D. Lloyd      | —             | —       |
| 1970  | —                | —                | 2e tour (1/32)           | D. Crealy                | 1er tour (1/64) | C. Richey     | —             | —       |
| 1971  | —                | —                | 1/4 de finale            | Ž. Franulović            | 1er tour (1/64) | Ž. Franulović | —             | —       |
| 1972  | —                | —                | 2e tour (1/32)           | J. Hřebec                | 1er tour (1/64) | P. Cramer     | —             | —       |
| 1973  | —                | —                | 1er tour (1/64)          | A. Ashe                  | 1er tour (1/64) | J. Fassbender | —             | —       |

N.B. : à droite du résultat se trouve le nom de l'ultime adversaire.

### En double (depuis 1968)
| Année | Open d'Australie | Open d'Australie | Internationaux de France         | Internationaux de France | Wimbledon                    | Wimbledon                 | US Open | US Open |
| ----- | ---------------- | ---------------- | -------------------------------- | ------------------------ | ---------------------------- | ------------------------- | ------- | ------- |
| 1968  | —                | —                | 2e tour (1/16) F. Komáromi       | P. Dent B. Giltinan      | 1er tour (1/32) L. Ayala     | G. Forbes A. Segal        | —       | —       |
| 1969  | —                | —                | 3e tour (1/16) N. Kalogeropoulos | B. Hewitt F. McMillan    | —                            | —                         | —       | —       |
| 1970  | —                | —                | 3e tour (1/16) N. Kalogeropoulos | R. Keldie R. Ruffels     | —                            | —                         | —       | —       |
| 1971  | —                | —                | —                                | —                        | 1er tour (1/32) P. Rodríguez | P. Barthes J-B. Chanfreau | —       | —       |
| 1972  | —                | —                | —                                | —                        | 1er tour (1/32) P. Pokorny   | S. Smith E. van Dillen    | —       | —       |

N.B. : le nom du ou de la partenaire se trouve sous le résultat ; le nom des ultimes adversaires se trouve à droite.